# Сістерсвілл (Західна Вірджинія)
Сістерсвілл (англ. Sistersville) — місто (англ. city) в США, в окрузі Тайлер штату Західна Вірджинія. Населення — 1412 особи (2020).

## Географія
Сістерсвілл розташований за координатами 39°33′35″ пн. ш. 80°59′55″ зх. д. / 39.55972° пн. ш. 80.99861° зх. д. (39.559821, -80.998698).  За даними Бюро перепису населення США в 2010 році місто мало площу 1,36 км², уся площа — суходіл.

## Демографія
Згідно з переписом 2010 року, у місті мешкало 1396 осіб у 593 домогосподарствах у складі 355 родин. Густота населення становила 1026 осіб/км².  Було 726 помешкань (534/км²).
Расовий склад населення:
| - 98,9 % — білих - 0,3 % — чорних або афроамериканців - 0,2 % — корінних американців - 0,1 % — азіатів |

До двох чи більше рас належало 0,4 %. Частка іспаномовних становила 0,6 % від усіх жителів.
За віковим діапазоном населення розподілялося таким чином: 21,8 % — особи молодші 18 років, 57,0 % — особи у віці 18—64 років, 21,2 % — особи у віці 65 років та старші. Медіана віку мешканця становила 44,5 року. На 100 осіб жіночої статі у місті припадало 85,9 чоловіків;  на 100 жінок у віці від 18 років та старших — 81,4 чоловіків також старших 18 років.
Середній дохід на одне домашнє господарство  становив 43 424 долари США (медіана — 31 042), а середній дохід на одну сім'ю — 53 564 долари (медіана — 42 279). Медіана доходів становила 45 417 доларів для чоловіків та 20 313 долари для жінок. За межею бідності перебувало 25,8 % осіб, у тому числі 41,9 % дітей у віці до 18 років та 10,0 % осіб у віці 65 років та старших.
Цивільне працевлаштоване населення становило 459 осіб. Основні галузі зайнятості: освіта, охорона здоров'я та соціальна допомога — 24,0 %, роздрібна торгівля — 15,3 %, виробництво — 13,5 %, мистецтво, розваги та відпочинок — 12,0 %.